# Museografia

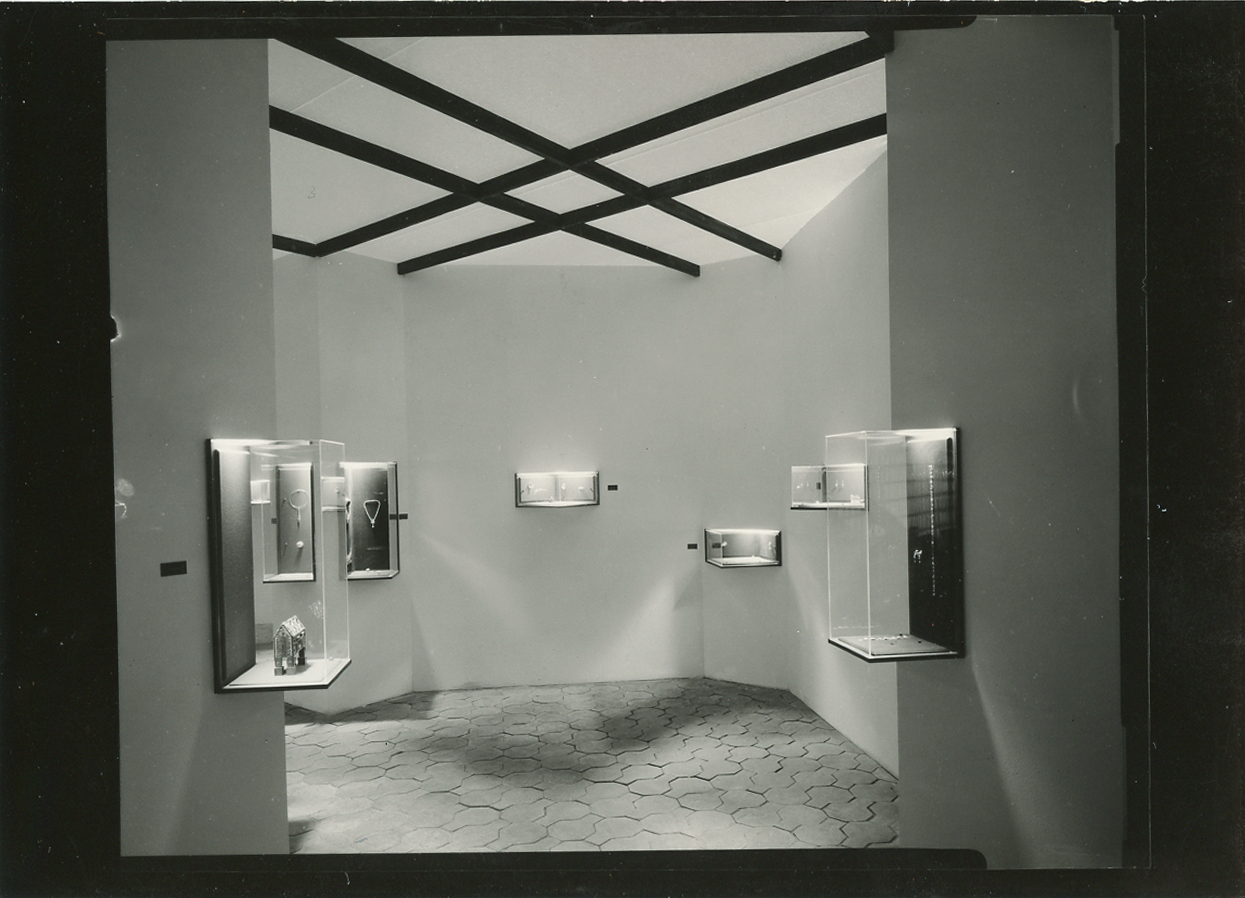
L'allestimento di una mostra di oreficeria fotografata da Paolo Monti. Fondo Paolo Monti, BEIC

La museografia è una disciplina che, assieme alla museologia, si occupa di musei. 

## Descrizione
L'uso dei due termini, anche in ambito scientifico e professionale, non è uniforme. Il significato e il ruolo che si tende a attribuire a l'uno o a l'altro termine cambia con il variare del contesto. 
In generale possiamo affermare che, per quanto riguarda l'Italia, con museografia si intende la disciplina che si occupa del museo per quanto concerne la struttura architettonica, l'allestimento delle collezioni, le soluzioni espositive e tecniche, gli spazi. La museografia riassume tutto ciò che riguarda il museo, andando ad essere un’opera-mosaico di linguaggi e di nozioni, costituendo una vera e propria summa del sapere della prima metà del 700. Non possiamo parlare sicuramente di progettualità museale, ma di consigli, di idee e di casistiche.
La museografia è una disciplina insegnata nei corsi di laurea in architettura, nelle Accademie di Belle Arti, eccetera.